# Bryconamericus pachacuti
Bryconamericus pachacuti е вид лъчеперка от семейство Харациди (Characidae). Видът не е застрашен от изчезване.

## Разпространение
Разпространен е в Перу.

## Описание
На дължина достигат до 7,5 cm.
Популацията на вида е стабилна.